# Partido de Renovação Social

Das Siedlungsgebiet der Chokwe befindet sich im Nordosten Angolas (braun markiert), im Norden stimmt es weitgehend mit den Provinzen von Lunda Sul und Lunda Norte überein.

Der Partido de Renovação Social (Partei der sozialen Erneuerung) ist eine 1991 gegründete Partei in Angola. Sie hat ihre Hauptbasis nicht in einer sozialen Bevölkerungsgruppe, sondern findet die größte Unterstützung in der Ethnie der Chokwé. Bei den Parlamentswahlen 1992 errang die Partei 2,27 % der Stimmen und 6 Sitze in der Nationalversammlung Angolas. 1999 kam es zu innerparteilichen Konflikten, die zum Parteiausschluss von 4 ihrer 8 Parlamentsmitglieder führten. Bei den nächsten, erst 16 Jahre später stattfindenden Parlamentswahlen, den Wahlen zur Nationalversammlung Angolas 2008 steigerte sie sich dennoch auf 3,17 % und errang so 8 Sitze. In den von Chokwe besiedelten Provinzen Lunda Sul und Lunda Norte erreichte sie über 40 % bzw. über 20 % der abgegebenen Stimmen. Trotz der landesweit bescheidenen Zahlen war der PRS damit bei diesen beiden ersten Mehr-Parteien-Wahlen in Angola die Partei mit den drittmeisten Sitzen in der Nationalversammlung – nach der übermächtigen Regierungspartei MPLA und der großen Oppositionspartei Unita.
Die landesweiten Wahlen 2012 brachten dagegen den Absturz in der Wählergunst, ihr Stimmenanteil sank auf 1,70 %, womit sie noch 3 Sitze erhielt. Auch den 3. Rang als „Größte der kleinen Parteien“ musste sie an die neu gegründete CASA–CE abgeben. In ihren Hochburgen Lunda Sul und Lunda Norte sackte sie auf gut 10 % bzw. gut 20 % der Stimmen ab.
Parteivorsitzender ist seit der Gründung Dr. Eduardo Kuangana.